# Cool Spot
Cool Spot — відеогра 1993 року у жанрі платформер, розроблена та видана компанією Virgin Games для ігрових платформ Amiga, Game Boy, Sega Game Gear, Sega Master System, Sega Mega Drive/Genesis та SNES, а також для операційної системи DOS у 1993 році.   
Головний персонаж — маскот бренду безалкогольних напоїв 7 Up у США, Спот. Він отримав власну відеогру в ті часи, коли інші бренді почали масово випускати рекламні відеоігри зі своїми маскотами (наприклад, про Честера Гепарда).  

## Історія
До виходу гри маскота напоїв 7 Up у США звали просто Spot (Спот). Вперше він з’явився у рекламі на телебаченні у 1987 році. Антропоморфний червоний кружечок у сонячних окулярах, стильних кросівках та білих рукавичках у стилі Міккі-Мауса. Передумовою створення його образу послугувало те, що у 1982 році бренд вже випустив успішну рекламу зі схожим персонажем з популярної на той час відеогри Pac-man . Далі ідею з оживленням крапки з логотипа бренду розвили у британській телевізійній рекламі під назвою "Cool Town" 1983 року: там антропоморфна крапка стала майже повноцінним персонажем, хоча ще не мала ні імені, ні обличчя. 
У 1990 році Спот звився у грі Spot: The Video Game (1990) від Virgin Games. Це була переробка настільної гри реверсі з анімованим Спотом, що рухається по дошці. На початку 1993 року вийшла гра Spot: The Cool Adventure – платформер для Game Boy, що по суті уявляв собою порт гри M.C.Kids з Nintendo Entertainment System лише для США та Японії. Паралельно з цими переробками Virgin Games вже працювали над оригінальною грою про Спота, що називалась Cool Spot. Рівні до неї розроблялись з використанням tUNE ("the Universal Map Editor") і вийшла одразу на багатьох платформах. Після успіху гри маскота почали називати Кул Спотом (Cool Spot). 

## Геймплей
Гра уявляє собою однокористувацький двовимірний платформер с боковим сайд-скроллингом. Гравець керує персонажем, що може стрибати та атакувати необмеженою кількістю снарядів, кидаючи бульбашки газованої води в будь-якому напрямку. Рухаючись, персонаж поступово набирає швидкість та імпульс і, отже, може стрибати далі. Він також може чіплятися за різні перешкоди та лазити по них.   
Кількість здоров'я гравця відображається змінною виразу обличчя Спота на верхній панелі. При зменшенні воно поступово нахиляється вперед і зрештою падає, віднімаючи життя. Отримати шкоду можливо доторкаючись до ворогів, їхніх снарядів та деяких небезпечних перешкод.
Переміщуючись по замкнутих рівнях-локаціях, потрібно зібрати певну кількість спеціальних червоних кружечків, а потім знайти замкнуту клітку з приятелем Спота і відкрити її. Якщо червоних кружечків зібрано менше встановленої норми, то місці в'язниці буде присутня гігантська рука, що вказує у протилежному напрямку. На локаціях також можна підбирати деякі корисні предмети, що відновлюють здоров'я, продовжують час гри, дають додаткове життя та інше. 
У грі немає функції збереження, але є контрольні точки у формі флагштоків. У налаштуваннях на початку гри можна обрати складність: легку, нормальну або складну.

### Рівні
Гра складається з 11 рівнів. Для кожного з них діє обмеження за часом.  
Між рівнями існують бонусні етапи, що відкриваються, якщо гравець збере достатньо червоних кружечків на, а саме — понад 85%. Проценти відображаються у лівому верхньому куту. На кожному бонусному етапі гравець попадає в гігантську пляшку 7 Up, де можна зібрати додаткові червоні кружечки, логотипи 7 Up, а також захопити приховану букву. Усі літери утворюють слово «Uncola» (укр. "не кола") — слоган, який компанія використовувала для опису свого напою в 90-х роках. У європейській версії гри це слово замінено на назву компанії розробників, Virgin.

## Регіональні відмінності
У європейському релізі прибрали фірмовий логотип 7 Up з зеленої пляшки на початку гри та замінили усі інші натяки на бренд логотипом Virgin. Це маркетингове рішення було прийнято, щоб уникнути асоціації Спота із брендом 7 Up у регіоні, де Fido Dido вважається офіційним маскотом фірми з 1980-х років.  

## Відгуки
Оцінки критиків були переважно високими. Версія для Sega Genesis рецензентами з інформаційного сайту All Game Guide та журналу Power Unlimited була оцінена в 4 бали з 5 та 8,5 балів із 10. Журнал EGM оцінив версію для Game Gear у 7,8 бала із 10. Про те ця ж сама версії для Game Boy журналом Power Unlimited була оцінена лише 6,5 з 10. 
У 1995 році Total! поставив гру на 65-те місце у своєму рейтингу Top 100 SNES Games, написавши: «Гра, у якій Дейв Перрі дійсно продемонстрував свої таланти. Не глибоко, але чудово і смішно». У тому ж році MegaZone включив Cool Spot до 50 найкращих ігор в історії. У 1996 році британський журнал GamesMaster включив версію Mega Drive до 92-го місця у своєму «100 найкращих ігор усіх часів». 
Гра розійшлася мільйонним тиражем.